# Herson
Herson (în ucraineană Херсон, română Cherson) este un oraș în sudul Ucrainei, port fluvio-maritim pe Nipru, reședință a regiunii cu același nume. Se află pe malul drept (vestic) al cursului inferior al fluviului Nipru la aproximativ 25 km de gura de vărsare a fluviului. Herson a fost numit după vechiul oraș grec Chersonesos din peninsula Crimeea (la vest de Sevastopol) și a fost întemeiat în 1778 de feldmareșalul G. A. Potemkin ca o fortăreață pentru a proteja țărmul Mării Negre cucerit de Rusia și a devenit prima bază navală și șantier naval rusesc de la Marea Neagră. În 1803 a devenit capitala Guberniei Herson. Orașul s-a dezvoltat constant în timpul secolului al XIX-lea, în mare măsură datorită transporturilor maritime și a construcțiilor navale, și a rămas un șantier naval important în secolul al XXI-lea. Alte industrii sunt construcția de turbine cu abur, mașini agricole, echipament electric, rafinarea petrolului și fabricarea materialelor de construcție, sticlă, celuloză și hârtie, textilelor de bumbac, conserve din carne și pește. Este un nod de comunicații important în sudul Ucrainei. În Herson se află o serie de institute de învățământ și cercetare și instituții religioase și culturale: biserica „Sf. Sofia” (construită în 1780), catedrala „Sf. Ecaterina” (construită în 1786) și catedrala Spasski (construită în 1806), muzeul de artă, teatre. Populația în 2001 număra 328.360 locuitori (din care ucraineni - 76,6%, ruși - 20,0%, alte naționalități - 3,4%); iar în 2021 era estimată la 283.649 locuitori. Herson a fost scena unor lupte grele în timpul invaziei ruse a Ucrainei în 2022 și a fost primul oraș important care a căzut în mâinile forțelor ruse. Trupele ucrainene au recucerit Hersonul pe 11 noiembrie 2022.

## Demografie
Componența lingvistică a orașului Herson
     Ucraineană (53,36%)
     Rusă (45,34%)
     Alte limbi (0,28%)
Conform recensământului din 2001, majoritatea populației orașului Herson era de etnie ucraineană (76,6%), 20% de etnie rusă și 3,4% alte minoritati. Majoritatea sunt vorbitori de ucraineană (53,36%), existând în minoritate și vorbitori de rusă (45,34%).

## Personalități născute la Herson
- Dora Brilliant (1880–1907) revoluționară
- Serghei Garmaș (n. 1958), actor sovietic apoi rus
- Mircea Ionescu-Quintus (1917–2017), om politic, scriitor și jurist român
- Larisa Semionovna Latînina (n. 1934), atletă sovietică
- Tatiana Lîssenko (n. 1975), gimnastă sovietică, apoi ucraineană
- Serghei Stanișev (n. 1966), om politic bulgar
- Moșe Șaret (1894–1965), om politic israelian
- Lev Davidovici Troțki (1879–1940) revoluționar bolșevic și intelectual marxist rus